# Bobrowo (powiat drawski)
Bobrowo (niem. Dietersdorf) – wieś sołecka w Polsce położona w województwie zachodniopomorskim, w powiecie drawskim, w gminie Złocieniec. W latach 1975–1998 miejscowość administracyjnie należała do województwa koszalińskiego. W roku 2008 wieś liczyła 341 mieszkańców.
Osady wchodzące w skład sołectwa:
- Sułoszyn
- Wąsosz

## Geografia
Wieś leży ok. 3 km na wschód od Złocieńca, przy linii kolejowej nr 210, ok. 500 m na północ od jeziora Wąsosze, ok. 600 m na wschód od rzeki Wąsowy, ok. 1,5 km na południe od drogi krajowej nr 20 ze Stargardu do Gdyni. 

## Historia
Bobrowo posiada średniowieczną metrykę, wspomnianą w źródłach w 1333 r. Wchodziło w skład dóbr złocienieckich. Jako dziedzictwo wdowy po ostatnim z rodziny Borck ze Złocieńca. W 1846 r. zostało odkupione przez jednego z wnuków siostry Konstantyna von Knebel-Doeberitz, syna Ludwika von Knebel-Doeberitz na Darskowie. Konstantyn w 1840 r. ożenił się z Henrietą von Grunburg. W 1872 r. Bobrowo przejął Artur von Knebel-Doeberitz, który przekazał majątek w ręce ostatniemu właścicielowi do 1945 r. adoptowanemu bratankowi Hasso von Knebel-Doeberitz. W 1851–1853 roku zbudował on pałac eklektyczny według ówczesnej mody, z wieżą z blankami i wykuszem. W 1928 r. do majątku liczącego 1802 ha należały folwarki: Buczyna (niem. Buchenham) – obecnie nieistniejący i Sułoszyn (niem. Zühlskamp).

## Zabytki i atrakcje turystyczne
Zabytek chroniony prawem:
- park pałacowy z aleją dojazdową z 1851–1853 r., nr rej. 1154 z dnia 23 marca 1982 r. Park w stylu angielskim o pow. 22 ha, łącznie z dziedzińcem i jeziorem Kozy. Przy południowym brzegu jeziora Kozy, naprzeciwko zabudowań folwarku rośnie okazały dąb o obwodzie pnia 500 cm, którego wiek określany jest na 400 lat.

Zbudowany w 1851 eklektyczny pałac otaczała duża polana z nasadzonymi drzewami rodzimymi i obcego pochodzenia. W 1894 r. pałac częściowo spalił się. Został jednak bez zmian odbudowany w tym samym roku. Budynek założony na planie nieregularnego prostokąta, od strony zachodniej urozmaicony licznymi ryzalitami, wejście główne poprzedzone portykiem o ostrołukowo wyciętych arkadach. Posiada wysoką czworoboczną wieżę przykrytą stożkowym hełmem. Ozdobny jest również dach budynku z wystającymi świetlikami zwieńczonymi również stożkowymi hełmami. Kubatura pałacu wynosi 3422 m3, powierzchnia użytkowa ok. 427 m2. Pałac w 1972 r. został adaptowany na szkołę podstawową specjalną (obecnie Zespół Placówek Edukacyjno - Terapeutycznych). 
W okresie do 1907 r. dziedziniec majątku otrzymał aktualny kształt, nowo wznoszone budynki oznaczono datą budowy. W 1884 r. został zbudowany parterowy budynek ogrodnika, zlokalizowany we wschodnim narożniku założenia parkowego. W domu ogrodnika od ok. 1960 r. było miejscowe przedszkole, a obecnie dom jest własnością prywatną. Na północnym brzegu jeziora, na skarpie, zbudowano grobowiec rodzinny (obecnie nie ma po nim śladu). 
W środku wsi do początku lat 50. XX wieku znajdował się kościół szachulcowy zbudowany na przełomie XVII / XVIII wieku. Rosły przy nim dwie okazałe lipy o obw. pnia 560 i 530 cm. Obecnie na jego miejscu stoi nowy kościół filialny pw. Najświętszego Serca Pana Jezusa z 1997 r., rzymskokatolicki należący do parafii pw. św. Jadwigi w Złocieńcu, dekanatu Drawsku Pomorskim, diecezji koszalińsko-kołobrzeskiej, metropolii szczecińsko-kamieńskiej.

## Komunikacja
We wsi znajduje się przystanek kolejowy linii kolejowej nr 210.